# Escrennes
Escrennes ist eine französische Gemeinde mit 711 Einwohnern (Stand: 1. Januar 2022) im Département Loiret in der Region Centre-Val de Loire. Sie gehört zum Arrondissement Pithiviers und zum Kanton Le Malesherbois. Die Einwohner werden Escrennois und Escrennoises genannt. 

## Lage
Escrennes liegt an der Essonne, etwa 33 Kilometer nordöstlich von Orléans. Nachbargemeinden von Escrennes sind Pithiviers-le-Vieil im Norden und Nordosten, Laas im Osten und Südosten, Mareau-aux-Bois im Süden, Attray im Westen und Südwesten sowie Jouy-en-Pithiverais im Nordwesten.

## Bevölkerungsentwicklung
| Jahr                       | 1962 | 1968 | 1975 | 1982 | 1990 | 1999 | 2006 | 2018 |
| Einwohner                  | 502  | 465  | 617  | 639  | 614  | 650  | 678  | 727  |
| Quellen: Cassini und INSEE |      |      |      |      |      |      |      |      |

## Sehenswürdigkeiten
- Kirche Saint-Lubin
- Schloss Montvilliers aus dem 17./18. Jahrhundert

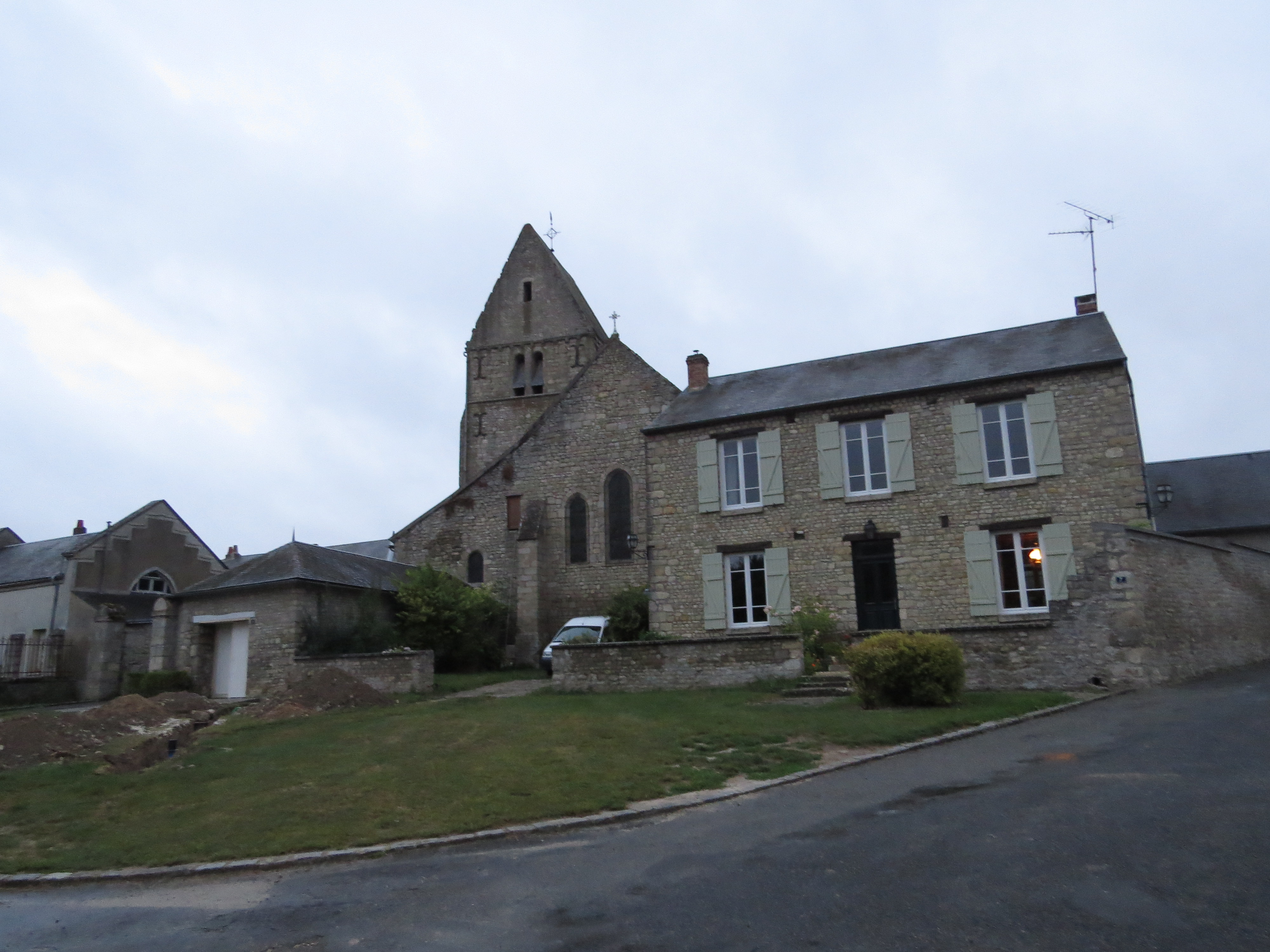
Kirche Saint-Lubin

## Persönlichkeiten
- Louis Boussenard (1847–1910), Schriftsteller
- Gustave Vié (1849–1918), Bischof von Monaco (1916–1918)